# Re dell'ombra
Re dell’ombra (In His Shadow) è un film del 2023 diretto da Marc Fouchard.

## Trama
Due fratellastri si scontrano tragicamente per interessi.

## Distribuzione
Il film è stato distribuito sulla piattaforma Netflix a partire dal 17 marzo 2023.